# Nazionale maschile di calcio di Niue
La nazionale di calcio di Niue è la rappresentativa calcistica nazionale dell'omonima dipendenza neozelandese dell'Oceano Pacifico. Non è riconosciuta ufficialmente dalla FIFA benché sia stata membro associato dell'OFC, dal 1983 fino al marzo 2021.

## Piazzamenti ottenuti ai Giochi del Pacifico
- 1963 al 1979: Non partecipante
- 1983: Primo turno[3]
- 1987 al 2011: Non partecipante

## Partite internazionali
| Data              | Luogo |      | Avversario         | Risultato |
| ----------------- | ----- | ---- | ------------------ | --------- |
| 1º settembre 1983 | Samoa | Niue | Papua Nuova Guinea | 0 - 19    |
| 2 settembre 1983  | Samoa | Niue | Tahiti             | 0 - 14    |